# Juntoku
Cesarz Juntoku (jap. 順徳天皇 Juntoku-tennō; ur. 22 października 1197, zm. 7 października 1242) – 84. cesarz Japonii, według tradycyjnego porządku dziedziczenia.
Przed wstąpieniem na tron nosił imię książę Morinari (jap. 守成親王 Morinari-shinnō).
Juntoku panował w latach 1210–1221.
Mauzoleum cesarza Juntoki znajduje się w Kioto. Nazywa się ono Ōhara no Misasagi.